# Казара
Казара — река в Вологодской области России, правый приток Шулмы (бассейн Волги). Длина реки составляет 60 км.

## Течение

Бассейн Рыбинского водохранилища и Белого озера

Вытекает из болота Кустарь на юге Визьменского сельского поселения Белозерского района, течёт на юг и впадает в Шулму в 17 км от её устья напротив деревни Ишкобой Никольского сельского поселения Кадуйского района.
Крупнейшие притоки: Вершина (правый), Чуровский ручей, Павенный ручей (с притоком Вангассарский ручей), Кумсара (левые).
Единственный населённый пункт на берегу Казары — деревня Заказарье.

## Данные водного реестра
По данным государственного водного реестра России относится к Верхневолжскому бассейновому округу, водохозяйственный участок реки — Суда от истока и до устья, речной подбассейн реки — Реки бассейна Рыбинского водохранилища. Речной бассейн реки — (Верхняя) Волга до Куйбышевского водохранилища (без бассейна Оки).
Код объекта в государственном водном реестре — 08010200212110000008040.